# 天主教蓬塔阿雷納斯教區
天主教蓬塔阿雷納斯教區（拉丁語：Diocesis Punta Arenas）是智利一個羅馬天主教教區，屬蒙特港總教區。是世界上最南的教區。位於威廉斯港的聖母聖衣堂區也是世界最南的堂區。
教區包括麥哲倫-智利南極大區全區。2004年有教友120,208人（佔轄區人口79.7%）、十個堂區、廿四名司鐸。現任教區主教為貝爾納鐸·弗洛倫斯。歷任主教都是慈幼會會士。
南巴塔哥尼亞、火地島暨馬維納斯群島監牧區成立於1883年11月16日。1916年10月4日升為麥哲倫-馬維納斯群島代牧區，1947年1月27日升為教區。